# الرابطة النيوزيلندية للحقوق
الرابطة النيوزيلندية للحقوق كان الفرع النيوزيلندي لرابطة الحقوق الأسترالية التي يقودها إريك باتلر.
بعد جولات التحدث في نيوزيلندا في أواخر الستينيات سعى إريك بتلر إلى إنشاء نسخة محلية لمنظمته. تم الإعلان عن عصبة الحقوق النيوزيلندية في عام 1970 ولكنها لم تدخل حيز التنفيذ حتى عام 1971. كان أول مدير ومؤسس مشارك هو سيدني وود. في عام 1979 أصبح ديفيد طومسون مديرًا لها وأعاد تنشيط المنظمة، ونشر نسخة نيوزيلندية من أون تارجت. زادت الرابطة عضويتها خلال الثمانينيات. خلف طومسون في منتصف الثمانينيات بيل دالي الذي أدار الدوري حتى نهايته. توقفت المنظمة عن العمل في عام 2004.
أعلنت الرابطة النيوزيلندية مثل المنظمة الأم «ولائها لله والملكة والوطن». صرح سياران أو ماولاين بأن الجماعة ملتزمة بإيديولوجية الائتمان الاجتماعي ومعاداة السامية، وكانت من أنصار تفوق البيض. كاتب آخر هو بول سبونلي اقترح أن معاداة السامية في الرابطة النيوزيلندية لم تكن صريحة مثل تلك الموجودة في الفرعين الأسترالي والكندي.
انتقدت الرابطة النيوزيلندية حزب الائتمان الاجتماعي لانحرافه عن المسار الذي أشار إليه سي إتش دوغلاس واعتبر نفسه وريثه الحقيقي، لكن الأعضاء حافظوا على صلاتهم بالحزب حتى نهاية السبعينيات عندما أشار الحزب إلى أن أعضاء العصبة لم يعودوا موضع ترحيب. ثم يتجه أعضاء الرابطة نحو الحزب الوطني. كان أعضاء الرابطة نشيطين أيضًا في مجموعات أخرى مثل جمعية الناخبين.